# Gábor Drégely
Gábor Drégely, född 24 november 1883 i Budapest, död 24 juli 1944 där, var en ungersk lustspelsförfattare.
Drégely hade såväl i Ungern som i utlandet stor framgång med en rad lustspel och komedier, bland annat de i Stockholm uppförda A szerencse fia (Som man är klädd, 1913) och A kisasszony férje (Frökens man, 1916).